# Équipe de Belgique de football en 1938
Maillots
Chronologie
Saison précédente Saison suivante
L'équipe de Belgique de football participe en 1938 à sa troisième Coupe du monde consécutive, il lui faudra malheureusement attendre près de vingt ans pour y reprendre goût ensuite. La Seconde Guerre mondiale interrompt en effet toute compétition internationale et elle décide également de ne pas participer au premier tournoi post-conflit en 1950 au Brésil.

## Résumé de la saison
Tout comme en 1934, la Belgique fut versée dans une poule à trois équipes et deux qualifiés, à nouveau en compagnie des Pays-Bas et cette fois également du Luxembourg. La qualification ne devait dès lors qu'être une formalité mais cela ne tint finalement qu'à peu de choses...

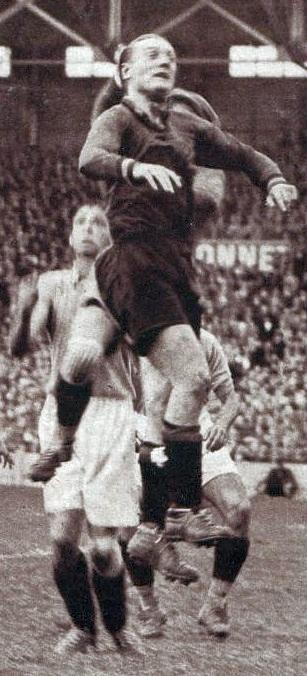
Bernard Voorhoof (en noir) face à la France, en 8e de finale de Coupe du monde 1938.

L'année débuta tout d'abord par un déplacement à Paris pour y affronter la France, futur hôte de la Coupe Jules Rimet, et synonyme de défaite (5-3) pour les Diables Rouges après une rencontre très disputée. Le score était de (2-2) au repos avant que Les Bleus ne fassent le break en inscrivant deux buts dans les dix minutes qui suivent le retour des vestiaires. Un but de Stanley Van Den Eynde à un quart d'heure du terme ne changera rien au verdict final, surtout qu'à peine deux minutes plus tard, Ignace Kowalczyk fixe le résultat définitif.
Une nouvelle sévère déconvenue (7-2) en déplacement à Rotterdam face aux Pays-Bas aurait déjà dû laisser présager que ces éliminatoires ne seraient pas de tout repos. Le milieu de terrain et capitaine néerlandais Puck van Heel fut honoré, dans « son » Stade de Feyenoord, avant l'entame de cette rencontre pour sa 60e sélection internationale.
La première manche des qualifications voyait la Belgique se déplacer chez son petit poucet de voisin, le Luxembourg, avec en perspective un match censé être relativement tranquille mais ce n'est finalement qu'à l'arraché (2-3) que les Belges s'imposent. Le simple fait que c'est le gardien de but Arnold Badjou qui fut le meilleur joueur côté belge ce jour-là illustre bien le piètre niveau de performance atteint et que la victoire finale ne tint qu'à un fil.
Un nul difficile (1-1) quinze jours plus tard face aux Oranje à domicile garantit néanmoins la participation des Belges au tournoi mondial.

Une rencontre au cours de laquelle on dut refuser du monde et, en conséquence, déplorer malheureusement quelques altercations comme le rapportaient Les Sports Illustrés de l'époque : « Il est inconcevable que de regrettables incidents, comme ceux qui se sont produits cette année et l'an passé, se renouvellent. Il y eut bel et bien dix minutes après le kick-off, un envahissement de terrain provoqué par les milliers de curieux qui n'avaient pas trouvé de place. Le service d'ordre fut débordé. Il y eut même des blessés. Le stade de l'Antwerp [qui avait pourtant été agrandi l'année précédente] est trop petit pour pareil match : que ceux qui veulent maintenir ce match à Anvers cherchent les moyens d'agrandir le stade, sinon, qu'on le fasse disputer à Bruxelles. Vingt mille spectateurs en plus et des milliers de francs de recette supplémentaire, les clubs devraient y songer, eux qui crient famine sur tous les toits ! ».
Le 24 avril, les Diables Rouges, exception faite de Raymond Braine et Arnold Badjou respectivement remplacés par Arthur Ceuleers et André Vandeweyer, affrontent à Bruxelles, à l'occasion d'une rencontre officieuse, une sélection de joueurs gallois totalement inconnus issus du championnat anglais et s'imposent (3-1) à l'issue d'une partie très moyenne grâce aux réalisations de Bernard Voorhoof, par deux fois, et d'Henri Isemborghs.

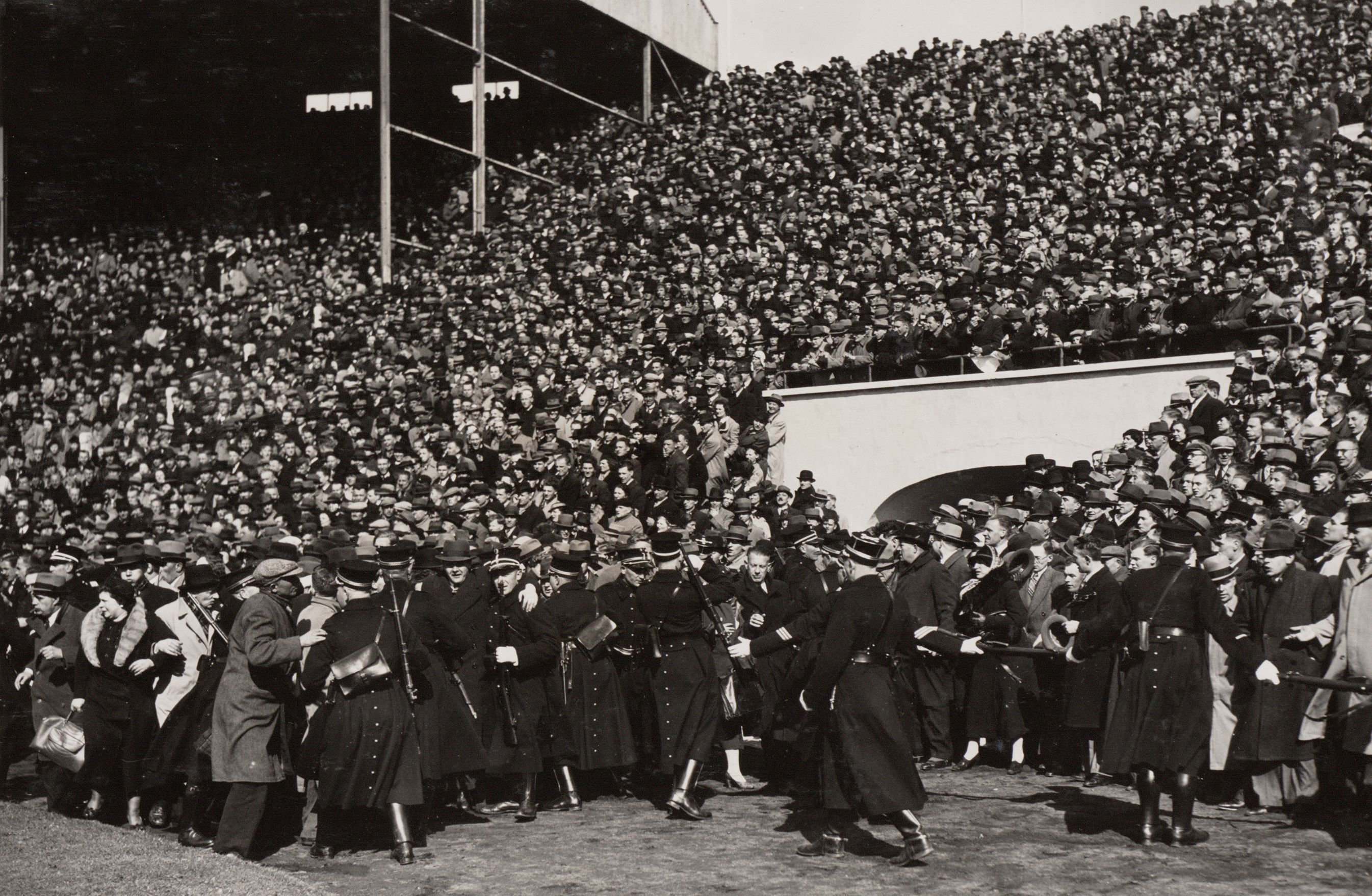
Belgique-Pays-Bas comptant pour les éliminatoires de la Coupe du monde, le 3 avril 1938 à Deurne : il n'y avait jamais assez de place pour les traditionnels derbies entre les plats pays.

En guise de préparation, les internationaux belges disputent trois rencontres, dans le courant du mois de mai, à respectivement une et deux semaines d'intervalles. Un déplacement dans les Alpes les oppose d'abord à la Suisse à Lausanne puis à l'Italie à Milan et résulte en de fortunes diverses, d'une part une belle victoire face à la Nati (0-3), enfin, après sept années d'attente et, d'autre part, une dérouillée de la part des Azzurri (6-1) avant qu'ils ne reçoivent la Yougoslavie et ne partagent l'enjeu (2-2) au Heysel.
Depuis la précédente Coupe du monde, rien n'avait changé du côté de la fédération, la préparation pour un événement de cette envergure laissait toujours autant à désirer et l'improvisation fut totale. Le sort avait désigné la France comme adversaire aux Diables Rouges et il n'est jamais aisé d'affronter d'entrée le pays organisateur qui jouit forcément d'une motivation décuplée par le fait d'évoluer sur son propre territoire et devant ses propres sympathisants. Comme à Florence, les Belges arrivèrent à Paris la veille du match. Ils assistèrent ensuite à la rencontre Allemagne-Suisse et, le lendemain matin, c'est après une promenade au bois que les joueurs belges se rendirent à Colombes. Les Français, qui s'étaient retirés au vert depuis un mois à Chantilly, se présentèrent nettement plus au point au coup d'envoi et prirent l'ascendant (3-1) et renvoyèrent la Belgique à la maison sans que celle-ci ne parvienne à passer un seul tour pour la troisième fois consécutive.
La saison se clôtura donc comme elle avait débuté.
Elle se prolongea encore toutefois un peu pour Raymond Braine qui fut invité à participer comme capitaine au « match du siècle », Angleterre-Reste de l'Europe (nl) (3-0), le 26 octobre à Highbury,. Ce fut la première fois que l'on réunit les meilleurs éléments du continent au sein d'une même formation – les précédentes oppositions supranationales mettaient en scène des parties de l'Europe – et la seconde rencontre à avoir jamais été diffusée à la télévision britannique, même si seule la première mi-temps fut retransmise.

## Les matchs
| Match amical                                                     | France                                                         | 5 - 3   | Belgique                                            | Parc des Princes Paris, France                       |                                                      |
| 30 janvier 1938 · 14:15 heure locale · Historique des rencontres | Courtois 8e · Veinante 41e 51e · Heisserer 47e · Kowalczyk 78e | (2 – 2) | R. Braine 22e · Voorhoof 28e · S. Van Den Eynde 76e | Spectateurs : 39 000 Arbitrage : Arthur James Jewell | Spectateurs : 39 000 Arbitrage : Arthur James Jewell |
| 30 janvier 1938 · 14:15 heure locale · Historique des rencontres | Rapport                                                        |         |                                                     | Spectateurs : 39 000 Arbitrage : Arthur James Jewell | Spectateurs : 39 000 Arbitrage : Arthur James Jewell |

| Match amical                                                     | Pays-Bas                                                         | 7 - 2   | Belgique                     | Stade de Feyenoord Rotterdam, Pays-Bas                |                                                       |
| 27 février 1938 · 14:30 heure locale · Historique des rencontres | Smit 41e 53e 65e 74e · Wels 59e · Vente 79e · van Spaandonck 83e | (1 – 0) | R. Braine 55e · Voorhoof 68e | Spectateurs : 51 000 Arbitrage : Thomas Thompson (hu) | Spectateurs : 51 000 Arbitrage : Thomas Thompson (hu) |
| 27 février 1938 · 14:30 heure locale · Historique des rencontres | Rapport                                                          |         |                              | Spectateurs : 51 000 Arbitrage : Thomas Thompson (hu) | Spectateurs : 51 000 Arbitrage : Thomas Thompson (hu) |

| Coupe du monde 1938 Qualifications - Groupe 9                 | Luxembourg          | 2 - 3   | Belgique                                    | Stade Municipal "Neie Stadion" Luxembourg-Ville, Grand-Duché de Luxembourg |                                                     |
| 13 mars 1938 · 15:00 heure locale · Historique des rencontres | Libar 4e · Kemp 32e | (2 – 1) | Voorhoof 18e · R. Braine 55e · De Vries 59e | Spectateurs : 12 500 Arbitrage : Georges Capdeville                        | Spectateurs : 12 500 Arbitrage : Georges Capdeville |
| 13 mars 1938 · 15:00 heure locale · Historique des rencontres | Rapport             |         |                                             | Spectateurs : 12 500 Arbitrage : Georges Capdeville                        | Spectateurs : 12 500 Arbitrage : Georges Capdeville |

| Coupe du monde 1938 Qualifications - Groupe 9                 | Belgique       | 1 - 1   | Pays-Bas           | Bosuilstadion Deurne, Belgique                       |                                                      |
| 3 avril 1938 · 15:00 heure locale · Historique des rencontres | Isemborghs 65e | (0 – 1) | van Spaandonck 37e | Spectateurs : 47 660 Arbitrage : Arthur James Jewell | Spectateurs : 47 660 Arbitrage : Arthur James Jewell |
| 3 avril 1938 · 15:00 heure locale · Historique des rencontres | Rapport        |         |                    | Spectateurs : 47 660 Arbitrage : Arthur James Jewell | Spectateurs : 47 660 Arbitrage : Arthur James Jewell |

| Match amical                                                | Suisse  | 0 - 3   | Belgique                       | Stade olympique de la Pontaise Lausanne, Suisse    |                                                    |
| 8 mai 1938 · 15:00 heure locale · Historique des rencontres |         | (0 – 1) | Voorhoof 22e 48e · Capelle 77e | Spectateurs : 21 500 Arbitrage : Raffaele Scorzoni | Spectateurs : 21 500 Arbitrage : Raffaele Scorzoni |
| 8 mai 1938 · 15:00 heure locale · Historique des rencontres | Rapport |         |                                | Spectateurs : 21 500 Arbitrage : Raffaele Scorzoni | Spectateurs : 21 500 Arbitrage : Raffaele Scorzoni |

| Match amical                                                 | Italie                                                              | 6 - 1   | Belgique   | Stade San Siro Milan, Italie                  |                                               |
| 15 mai 1938 · 16:00 heure locale · Historique des rencontres | Meazza 17e (pen.) · Andreolo 28e · Pasinati 59e · Piola 71e 79e 86e | (2 – 1) | Capelle 2e | Spectateurs : 25 000 Arbitrage : Peco Bauwens | Spectateurs : 25 000 Arbitrage : Peco Bauwens |
| 15 mai 1938 · 16:00 heure locale · Historique des rencontres | Rapport                                                             |         |            | Spectateurs : 25 000 Arbitrage : Peco Bauwens | Spectateurs : 25 000 Arbitrage : Peco Bauwens |

| Match amical                                                 | Belgique                       | 2 - 2   | Yougoslavie                | Stade du Centenaire Laeken, Belgique         |                                              |
| 29 mai 1938 · 15:00 heure locale · Historique des rencontres | Capelle 4e · Vanden Wouwer 67e | (1 – 1) | Petrović 26e · Matošić 77e | Spectateurs : 12 076 Arbitrage : Ivan Eklind | Spectateurs : 12 076 Arbitrage : Ivan Eklind |
| 29 mai 1938 · 15:00 heure locale · Historique des rencontres | Rapport                        |         |                            | Spectateurs : 12 076 Arbitrage : Ivan Eklind | Spectateurs : 12 076 Arbitrage : Ivan Eklind |

| Coupe du monde 1938 Huitièmes de finale                      | France                         | 3 - 1   | Belgique       | Stade olympique Yves-du-Manoir Colombes, France |                                                 |
| 5 juin 1938 · 17:00 heure locale · Historique des rencontres | Veinante 1re · Nicolas 11e 69e | (2 – 1) | Isemborghs 19e | Spectateurs : 30 454 Arbitrage : Hans Wuethrich | Spectateurs : 30 454 Arbitrage : Hans Wuethrich |
| 5 juin 1938 · 17:00 heure locale · Historique des rencontres | Rapport                        |         |                | Spectateurs : 30 454 Arbitrage : Hans Wuethrich | Spectateurs : 30 454 Arbitrage : Hans Wuethrich |

Note : Le premier but français fut inscrit après seulement 35 secondes de jeu !

## Les joueurs
| Joueurs               | Joueurs                   | Amical | Amical | QCM 1938 | QCM 1938 | Amical | Amical | Amical | CM 1938 |
| --------------------- | ------------------------- | ------ | ------ | -------- | -------- | ------ | ------ | ------ | ------- |
| Gardiens de but       |                           |        |        |          |          |        |        |        |         |
| Arnold Badjou         | Daring Club de Bruxelles  | 90     |        | 90       | 90       | 90     | 90     | 90     | 90      |
| Robert Braet          | RCS Brugeois              |        | 90     |          |          |        |        |        | r       |
| André Vandeweyer      | Union Saint-Gilloise      |        |        |          |          |        |        |        | r       |
| Défenseurs            |                           |        |        |          |          |        |        |        |         |
| Robert Paverick       | Royal Antwerp FC          | 90     | 90     | 90       | 90       | 90     | 90     | 90     | 90      |
| Philibert Smellinckx  | Union Saint-Gilloise      | 90     | 90     |          |          |        |        |        | r       |
| François Gommers      | R Beerschot AC            | 90     |        |          |          |        |        |        | r       |
| Corneel Seys          | R Beerschot AC            |        |        | 90       |          |        |        |        | 90      |
| Jean Petit            | Standard de Liège         |        |        |          | 90       | 90     | 90     | 90     | r       |
| Milieux               |                           |        |        |          |          |        |        |        |         |
| Pierre Dalem          | Standard de Liège         | 90     | 90     | 90       |          |        |        |        | r       |
| Alphonse De Winter    | R Beerschot AC            | 90     | 90     | 90       | 90       | 90     | 90     | 90     | 90      |
| Charles Vanden Wouwer | R Beerschot AC            | 90     |        |          | 90       | 90     | 90     | 90     | 90      |
| Honoré Martens        | ARA La Gantoise           |        | 90,    |          |          |        |        |        |         |
| Pierre Meuldermans    | R Beerschot AC            |        |        | 90       |          |        |        |        |         |
| John Van Alphen       | R Beerschot AC            |        |        |          | 90       | 90     | 90     | 90     | 90      |
| Émile Stijnen         | Olympic Club de Charleroi |        |        |          | 90       | 90     | 90     | 90     | 90      |
| Paul Henry            | Daring Club de Bruxelles  |        |        |          |          |        |        |        | r       |
| Attaquants            |                           |        |        |          |          |        |        |        |         |
| Bernard Voorhoof      | K Liersche SK             | 90     | 90     | 90       | 90       | 90     | 90     | 90     | 90      |
| Jean Capelle          | Standard de Liège         | 90     | 90     |          |          | 90     | 90     | 90     | r       |
| Raymond Braine        | R Beerschot AC            | 90     | 90     | 90       | 90       | 90     | 90     | 90     | 90      |
| Stanley Van Den Eynde | R Beerschot AC            | 90     | 90     | 90       |          |        |        |        |         |
| Arthur Ceuleers       | R Beerschot AC            |        | 90     |          |          |        |        |        | r       |
| François De Vries     | Royal Antwerp FC          |        |        | 90 ,     |          |        |        |        |         |
| Henri Isemborghs      | R Beerschot AC            |        |        | 90       | 90       |        |        |        | 90      |
| Fernand Buyle         | Daring Club de Bruxelles  |        |        |          | 90       | 90     | 90     | 90     | 90      |
| Jean Fievez           | R White Star AC           |        |        |          |          |        |        |        | r       |
| Joseph Nelis          | R Berchem Sport           |        |        |          |          |        |        |        | r       |

Un « r » indique un joueur qui était parmi les remplaçants mais qui n'est pas monté au jeu.
1. 1 2 3 4 5 6 7 8 9 10  Dernière sélection officielle pour le joueur.
2. 1 2 3 4 5 6  Première sélection officielle pour le joueur.
3. 1 2  Premier but officiel pour le joueur.

## Sources